# كريستيان جونز (سائق سباق)
كريستيان جونز (بالإنجليزية: Christian Jones)‏ هو سائق سباق أسترالي، ولد في 27 سبتمبر 1979.

## وصلات خارجية
- كريستيان جونز على موقع DriverDB.com (الإنجليزية)